# 白色家電
白色家電（日語：白物家電），或大家電（英語：Major appliance），指的是生活及家事用的家庭用電器。被列為白色家電的電器有：电炉、洗衣機、洗碗機、電冰箱、空調、电热水器、电磁炉等各家戶具備的電器產品。早期這些家電大多是白色的外觀，因此得名。
由於白色家電廠商的競爭激烈，技術已達成熟期，所以為降低成本，有不少的白色家電是以OEM、ODM型態委外代工製造的。目前中國是世界上最大的白色家电生产基地。

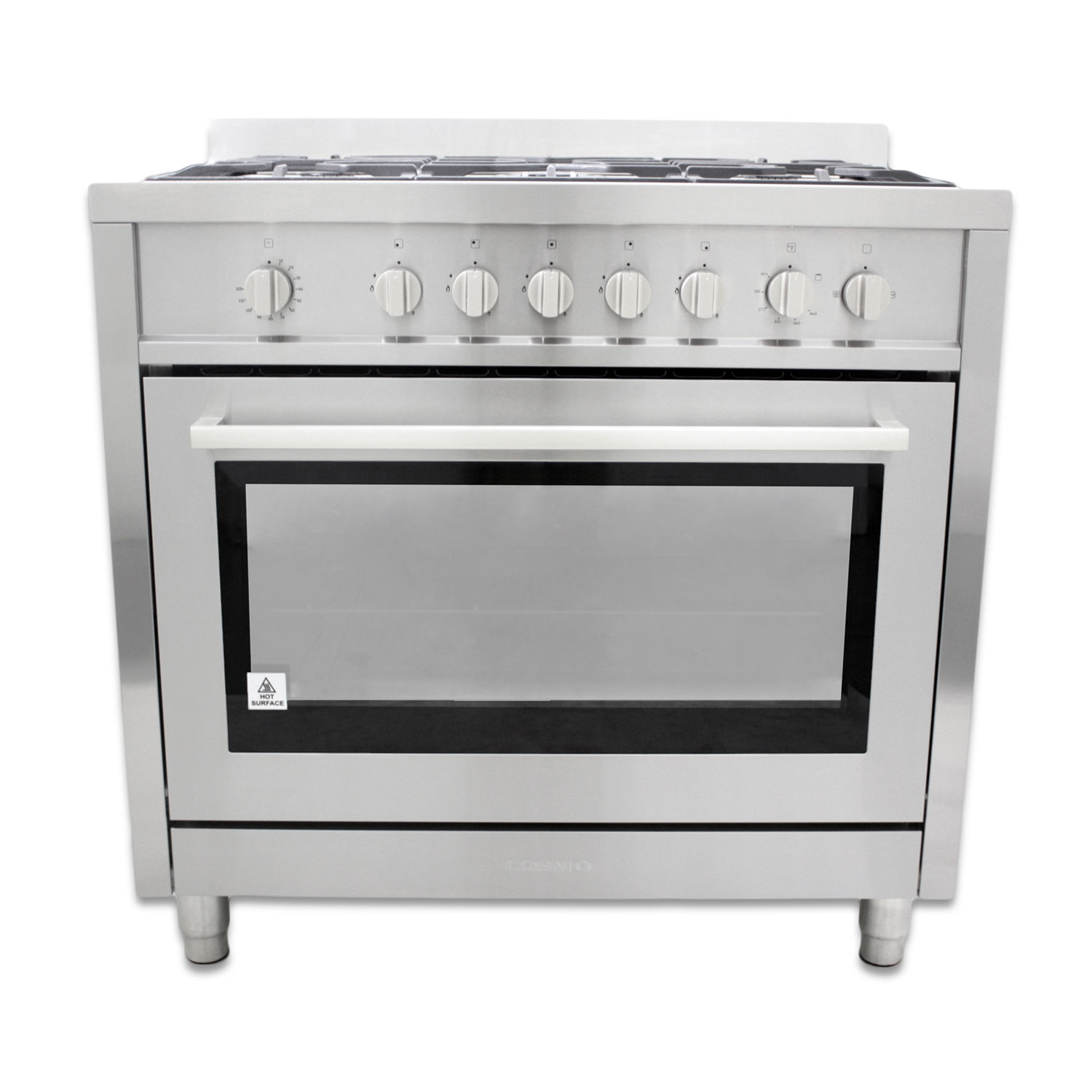
电炉
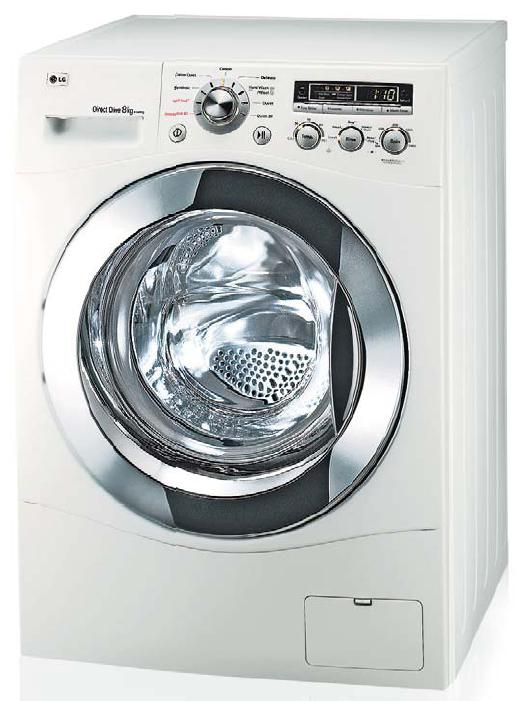
洗衣機
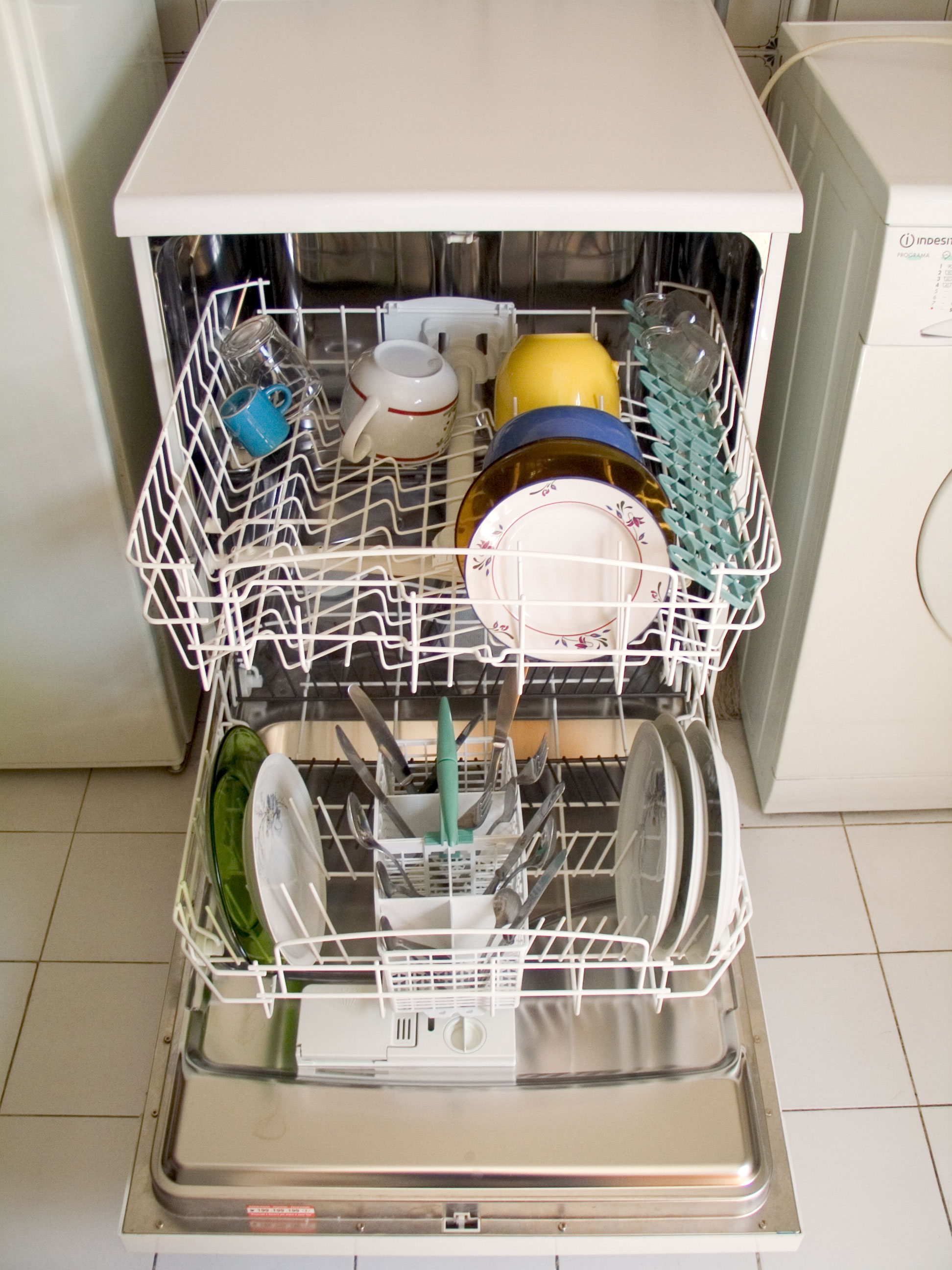
洗碗機
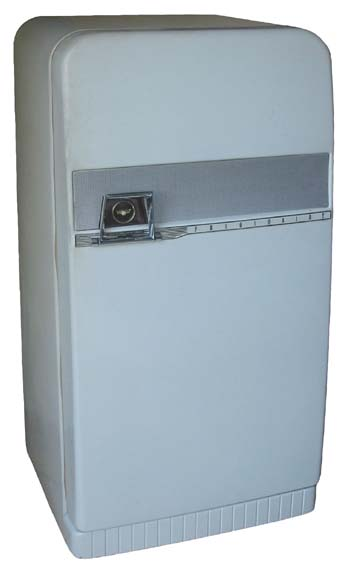
冰箱
空调
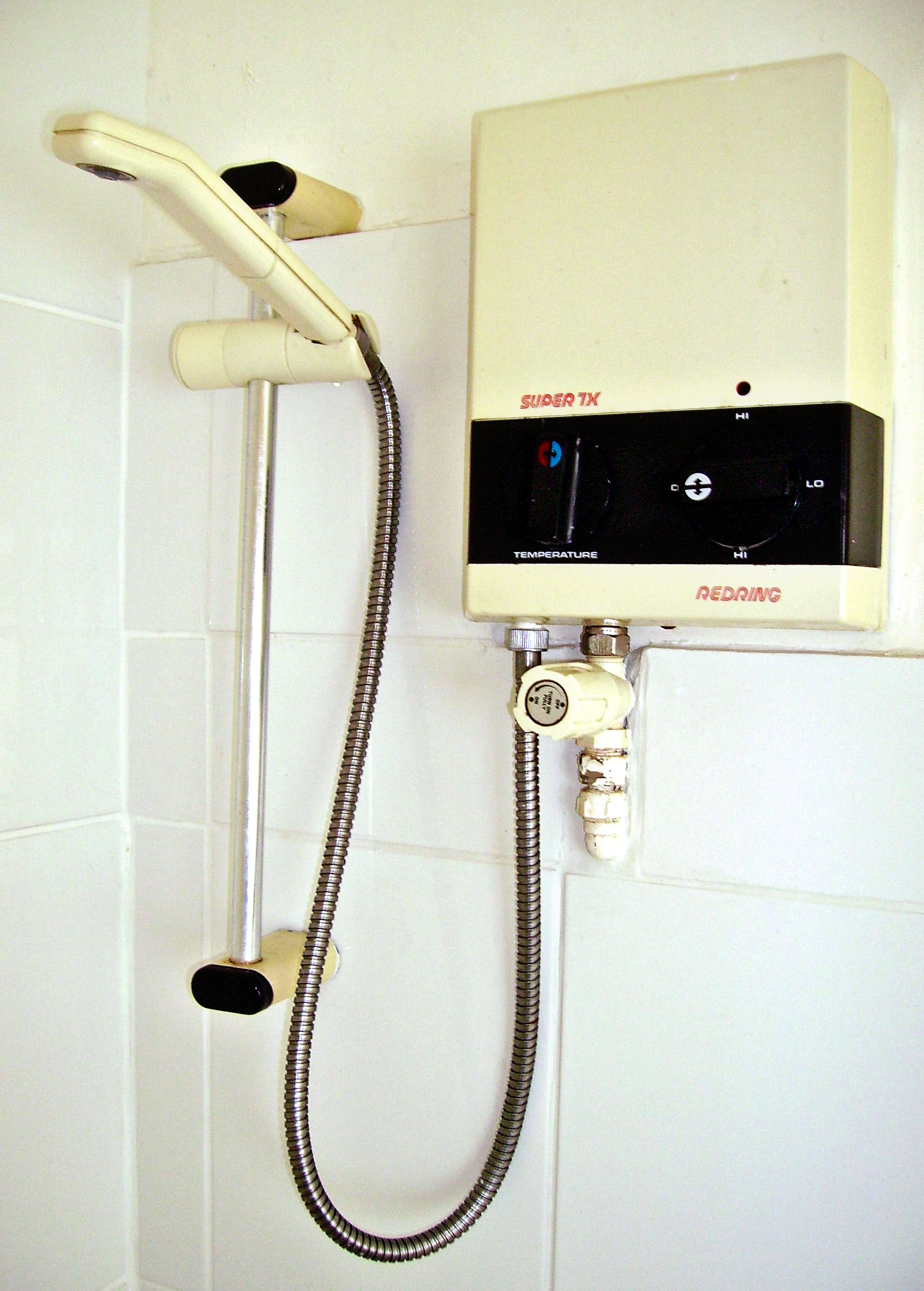
电热水器
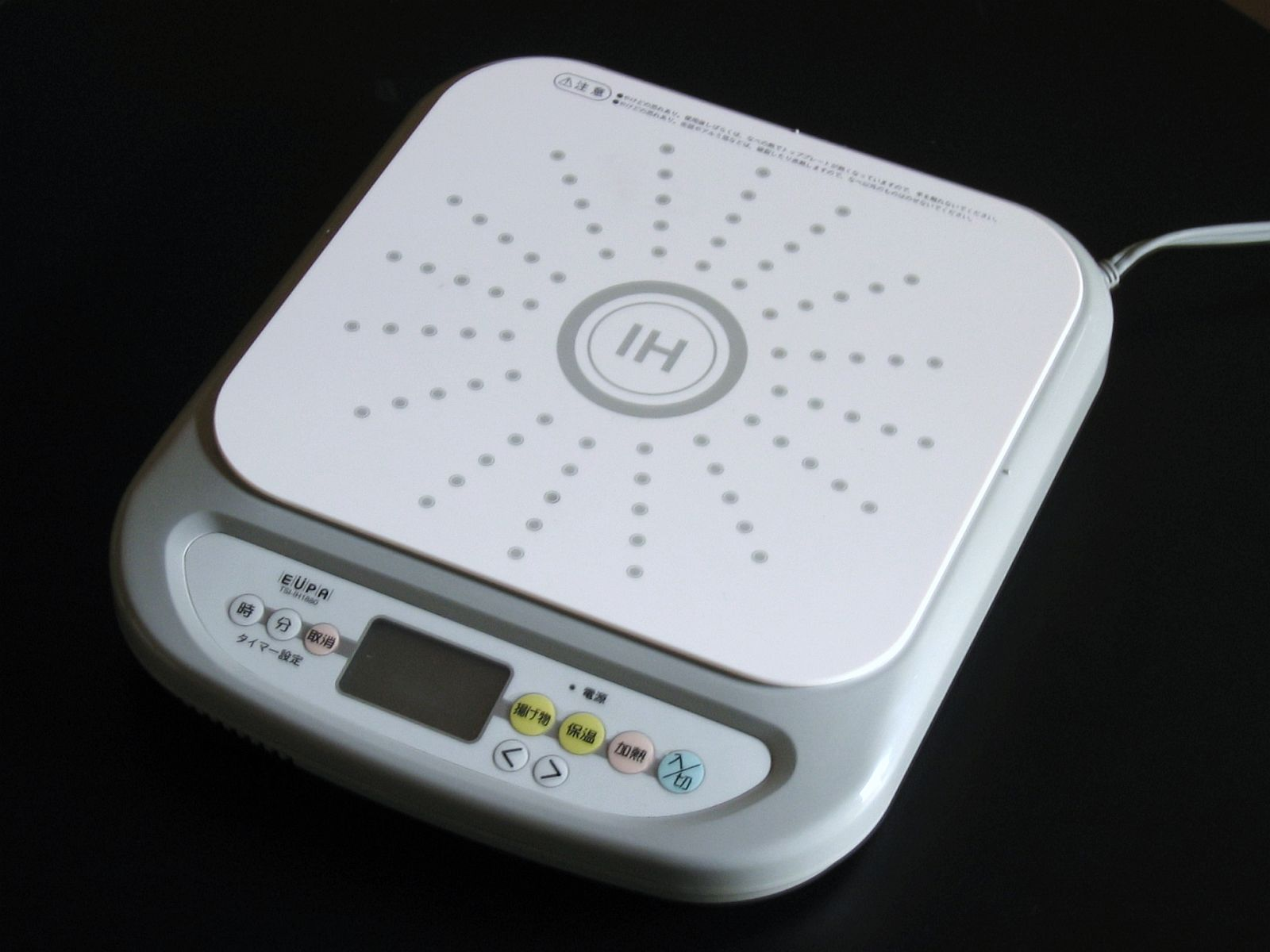
电磁炉

## 参見
- 家用電器
- 消費電子產品（黑色家電）